# ليغا برو 2007-08
ليغا برو 2007-08 (بالبرتغالية: Segunda Liga de 2007–08‏) هو موسم من ليغا برو. كان عدد الأندية المشاركة فيه 16، وفاز فيه ديسبورتيفو تروفينسي.